# عبده بسیسی
عبده بسیسی (عربی: عبده بسيسي) (۱۱ دسامبر ۱۹۷۷ - ۲۸ فوریه ۲۰۲۳) یک ورزشکار اهل عربستان سعودی بود.
از باشگاه‌هایی که در آن بازی کرده‌است می‌توان به باشگاه فوتبال الاهلی عربستان سعودی و باشگاه فوتبال الانصار عربستان سعودی اشاره کرد.